# Moisenay
Moisenay – miejscowość i gmina we Francji, w regionie Île-de-France, w departamencie Sekwana i Marna.
Według danych na rok 1990 gminę zamieszkiwało 970 osób, a gęstość zaludnienia wynosiła 111 osób/km² (wśród 1287 gmin regionu Île-de-France Moisenay plasuje się na 634. miejscu pod względem liczby ludności, natomiast pod względem powierzchni na miejscu 439.).
W Moisenay działa męski prawosławny skit Kazańskiej Ikony Matki Bożej.